# Ultra-Leicht Flugtechnik Speedy Mouse
Die Ultra-Leicht Flugtechnik Speedy Mouse ist ein Ultraleichtflugzeug des tschechischen Herstellers BVL, das von der Ultra-Leicht Flugtechnik aus Braunschweig nach Deutschland importiert und modifiziert auf den Markt gebracht wird.

## Geschichte
Die Speedy Mouse wurde 2002 in Deutschland nach UL-2, JAR-VLA, JAR 22 und BfU 95 zugelassen. Sie wurde aus dem Vorgänger Qualt 200 entwickelt. Gegenüber dieser wurden Rumpf und Tragflügel verstärkt. Sie wird in Deutschland für etwa 60.000 Euro verkauft.

## Konstruktion
Die Speedy Mouse ist ein in Epoxid/Holz-Mischbauweise gebauter Tiefdecker mit GFK-Rumpf und einem Tragflügel in Form einer beplankten Doppel-Holmkonstruktion mit GA-W 1 Profil und einem Spornradfahrwerk. Der Tank fasst 47 Liter.

## Technische Daten
| Kenngröße             | Daten                                    |
| --------------------- | ---------------------------------------- |
| Besatzung             | 1–2                                      |
| Länge                 | 5,90 m                                   |
| Spannweite            | 9,20 m                                   |
| Höhe                  | 1,70 m                                   |
| Flügelfläche          | 10,5 m²                                  |
| Flügelstreckung       | ?,?                                      |
| Leermasse             | 298 kg                                   |
| max. Startmasse       | 450 kg                                   |
| Reisegeschwindigkeit  | 185 km/h                                 |
| Höchstgeschwindigkeit | 230 km/h (begrenzt durch Rettungssystem) |
| Dienstgipfelhöhe      | ? m                                      |
| Reichweite            | 650 km                                   |
| Triebwerke            | Rotax 912 mit 75 kW                      |